# Макдональд, Джон Сэндфилд
Джон Сэндфилд Макдональд (англ. John Sandfield Macdonald; 12 декабря 1812, Сент-Рафаэль, Гленгарри, Верхняя Канада — 1 июня 1872, Корнуолл, Онтарио) — канадский юрист и государственный деятель. Представлял Либеральную партию. Премьер-министр провинции Соединённая Канада в 1862—1864 годах, генеральный прокурор Западной Канады, первый премьер-министр Онтарио в составе Канадской конфедерации (1867—1871).

## Детство и юность
Джон Сэндфилд Макдональд родился в 1812 году в Верхней Канаде в семье эмигранта-католика из Шотландии Александра Макдональда и Нэнси Макдональд. Сэндфилд был первым из пяти детей в семье. Его мать умерла, когда мальчику было восемь. Сэндфилд рос независимым и недисциплинированным, что в частности мешало его учёбе в приходской школе, которую он посещал лишь несколько лет.
В 16 лет Сэндфилд начал работать приказчиком в магазине, но через несколько лет по совету знакомого адвоката поставил перед собой целью сделать юридическую карьеру. В 1832 году он поступил в среднюю классическую школу в Корнуолле. Окончив её в 1835 году лучшим в классе и был принят стажёром в юридическую фирму Арчибальда Маклина. Когда его начальник в 1837 году стал судьёй суда королевской скамьи (высшего суда провинции), Сэндфилд последовал за ним в качестве помощника. В этой роли он познакомился с рядом влиятельных местных деятелей, в том числе с Алланом Макнабом и У. Г. Дрейпером. Одновременно Сэндфилд занимал должность коронного курьера, переправляя почту между офисом лейтенант-губернатора Верхней Канады и британским посольством в Вашингтоне. В ходе одной из курьерских поездок он познакомился с Мари Кристиной Уэггаман, дочерью бывшего сенатора США от Луизианы.

## Первые годы политической карьеры
В 1840 году Макдональд открыл собственную адвокатскую контору в Корнуолле. В июне он получил звание барристера, а осенью того же года обвенчался в Нью-Йорке с Кристиной Уэггаман (впоследствии родившей ему шестерых детей). В следующем году по предложению общинных лидеров своего родного графства Гленгарри он выставил свою кандидатуру на выборах в первое законодательное собрание провинции Соединённая Канада и победил не прилагая усилий, во многом благодаря влиянию своих политических покровителей. На этом этапе карьеры он тяготел к консервативным кругам, по своим взглядам занимая позицию между У. Г. Дрейпером и тори старой школы, но уже через несколько лет сместился в политическом центре влево и поддержал реформистское правительство Болдуина и Лафонтена. После ухода в отставку этого кабинета в ноябре 1846 года Макдональд, отныне называвший себя «болдуинистом», последовал за реформистами в оппозицию, продолжая вместе с ними борьбу за ответственное правительство. Несмотря на успехи консерваторов Дрейпера в Западной Канаде самому Макдональду удалось легко переизбраться в законодательное собрание от Гленгарри, где он располагал практически неограниченным влиянием.
На выборах 1848 года реформисты получили большинство мест в законодательном собрании как от Западной, так и от Восточной Канады. Макдональд, бывший главным проводником идей Болдуина в своём регионе, в конце 1849 года был назначен генеральным солиситором Верхней Канады. Его собственная адвокатская практика росла так стремительно, что ему пришлось нанять двух помощников. Когда в 1851 году в результате трений в реформистском движении Болдуин и Лафонтен подали в отставку, Макдональда рассматривали как вероятного преемника Болдуина на посту генерального прокурора Западной Канады, однако они не сошлись во взглядах с новым премьер-министром провинции, Фрэнсисом Хинксом, и Макдональд также подал в отставку с поста генерального солиситора.

## Лидер реформистского движения
Несмотря на то, что с момента конфликта с Хинксом Макдональд официально считался независимым депутатом, у него сформировалась собственная группа последователей, и после выборов 1851 года Хинкс был вынужден предложить ему должность спикера законодательного собрания. Несмотря на формальный престиж этого поста, он быстро стал для Макдональда обузой, мешая ему высказывать в законодательном собрании собственное мнение, в частности в вопросах свободы вероисповедания, в которых он был намного ближе к светским кругам, чем правительственный кабинет, санкционировавший создание религиозных школ и не спешивший национализировать церковные земли. Тем не менее именно этот пост позволил Макдональду выступить с одним из его наиболее памятных речей, когда генерал-губернатор лорд Элгин распустил правительство Канады в 1854 году. В ответ спикер с трибуны законодательного собрания подверг сомнению конституционность действий генерал-губернатора, завоевав популярность уже в национальном масштабе.
После новых выборов казалось, что Макдональд при поддержке левых радикалов Джорджа Брауна, левого крыла реформистов и отколовшихся консерваторов сможет сформировать новое правительство, но в конечном итоге правящую коалицию сформировал тори Аллан Макнаб, которого поддержали Хинкс и правое крыло реформистов. Внутри возглавляемой Макдональдом оппозиции быстро начались серьёзные трения, и в 1856 году их пути с Брауном окончательно разошлись из-за несогласия по вопросу об устройстве Канады — если Макдональд был сторонником действовавшей двуединой структуры, то Браун выступал за полную унитарность провинции. Постепенно роль главы оппозиции перешла к Брауну.
Здоровье Макдональда, уже заставлявшее его в 1853 году взять полугодичный отпуск для лечения в Европе, продолжало ухудшаться. В 1857 году он остался без одного лёгкого. В связи с ухудшающимся состоянием он перед выборами 1857 года отказался баллотироваться от большого сельского округа Гленгарри, уступив место кандидата своему брату Дональду Александру, а сам прошёл в избирательное собрание от Корнуолла, насчитывавшего всего семь сотен избирателей. Выборы принесли реформистам успех в Верхней Канаде, но кабинет всё же удалось сформировать консерваторам. Новый премьер-министр, Джон Александр Макдональд, предложил своему тёзке и однофамильцу министерский пост, но тот выдвинул условием предоставление реформистам трёх мест в кабинете. Переговоры закончились ничем.
Брауну при неохотной поддержке Сэндфилда Макдональда удалось сформировать правительство в июле 1858 года, но оно продержалось менее двух суток. После этого Макдональд ещё сильней разошёлся с Брауном, вместо этого наладив контакты с либеральной оппозицией в Нижней Канаде, лидером которой был Луи-Виктор Сикотт. Макдональд стал последовательно выступать против идей о верховенстве Западной Канады, декларируемых Брауном (при этом постепенно признав возможность формирования состава законодательного собрания в зависимости от населения Верхней и Нижней Канады, а не на паритетной основе), а также против республиканских настроений в определённой части реформистского движения.

## Премьер-министр Соединённой Канады
На выборах 1861 года Браун потерпел поражение в своём округе. Идея о репрезентативном составе законодательного собрания перестала быть его монополией, будучи перенята не только Макдональдом, но и частью консерваторов. В итоге Сэндфилд Макдональд снова выдвинулся на первый план в реформистском движении, а с учётом поддержки либеральных делегатов от Нижней Канады, известных как «сиреневые» (фр. Mauves), оказался наиболее приемлемым кандидатом в премьеры. Весной 1862 года генерал-губернатор лорд Монк поручил ему формирование нового правительственного кабинета. Его напарником по премьерству стал Сикотт.
На посту премьера Макдональд существенно увеличил бюджет на содержание милиции (вооружённых сил провинции), хотя это увеличение было намного меньше предлагавшегося его предшественником-консерватором Жоржем-Этьеном Картье. Британский секретарь по делам колоний требовал, чтобы Канада выделяла средства на содержание 50 тысяч военнослужащих, но Макдональд заявил, что такое количество военных провинция сможет содержать только во время войны и не готова увеличивать налогообложение с этой целью в мирное время. Ему удалось склонить на свою сторону генерал-губернатора Монка, чтобы избежать вывода затрат на оборону из-под контроля местного правительства. Чтобы избежать межконфессиональных трений, Макдональд неохотно поддержал законопроект о создании католических школ в Верхней Канаде, что вызвало ярость левых радикалов во главе с Брауном и протестантов-оранжистов. Часть сторонников Сикотта вернулась в консервативный лагерь, и 8 мая 1863 года кабинет был распущен; тем не менее после переговоров с различными фракциями Сэндфилду Макдональду удалось сформировать новое правительство, продержавшееся у власти до конца года. Новый бюджет, несмотря на дальнейшее существенное увеличение ассигнований на оборону, оказался более сбалансированным; были также предприняты шаги по подготовке строительства Межколониальной железной дороги, что уменьшило напряжённость в отношениях Соединённой Канады и Приморских провинций. Была подготовлена реформа, предусматривающая установление контроля законодательных органов над бюджетом отдельных министерств. Однако большинство в парламенте оставалось неустойчивым, отношения с Брауном опять разладились, и в марте 1864 года правительство Сэндфилда Макдональда подало в отставку.

## Дальнейшая карьера
Законопроект об аудите министерских бюджетов, подготовленный кабинетом Макдональда, был утверждён при следующем правительстве, которое оказалось, однако, совсем недолговечным и было распущено всего через три месяца. Его сменила «Большая коалиция», в которую входили как консерваторы Джон А. Макдональд и Картье, так и левый радикал Браун, и которая поставила перед собой задачу реформы многопартийной системы, при которой правительственные кабинеты формировались на основе неустойчивых и недолговечных коалиций. Была выдвинута идея федерального устройства, в которое будут включены и Приморские провинции. Сэндфилд Макдональд выступил против этого плана, который считал противным британскому духу и поощряющим внутренний раскол. Хотя он не возражал против самого объединения с Приморскими провинциями, его неприятие идеи федерации заставило его выступать и против объединения вообще. Вместе с небольшой группой единомышленников он требовал выноса планов объединения и конституционной реформы на референдум, но это требование не было поддержано парламентом.
Не сумев предотвратить продвижение к федерации, Сэндфилд Макдональд сосредоточился на составлении конституции новой провинции Онтарио, добиваясь её максимального соответствия собственной политической позиции. После выхода Брауна из Большой коалиции Джон А. Макдональд вынужденно пошёл на сближение с Сэндфилдом Макдональдом, достигшее высшей точки в середине 1867 года. По предложению Дж. А. Макдональда и с одобрения генерал-губернатора Монка временный лейтенант-губернатор Онтарио Генри Уильям Стистед предложил Сэндфилду Макдональду стать первым премьером провинции Онтарио. Его коалиционное правительство было сформировано в середине июля 1867 года; после провинциальных выборов оно получило поддержку законодательного собрания, несмотря на преобладание в последнем консерваторов.
В период нахождения Макдональда на посту премьера Онтарио были приняты законы, поощряющие развитие хозяйства в северных регионах провинции. Он поддерживал шаги по разделению церкви и государства, оказывая финансовую поддержку светскому Торонтскому университету в противовес более мелким вузам, связанным с конкретными конфессиями. Реформа образования должна была включать превращение школьного образования в бесплатное и обязательное, увеличение доли преподавания точных наук и государственную сертификацию учителей, хотя эту её часть удалось провести через парламент только в 1871 году. Была также начата реформа пенитенциарных учреждений и здравоохранения, с увеличением ассигнований и усилением центрального контроля над тюрьмами и больницами.

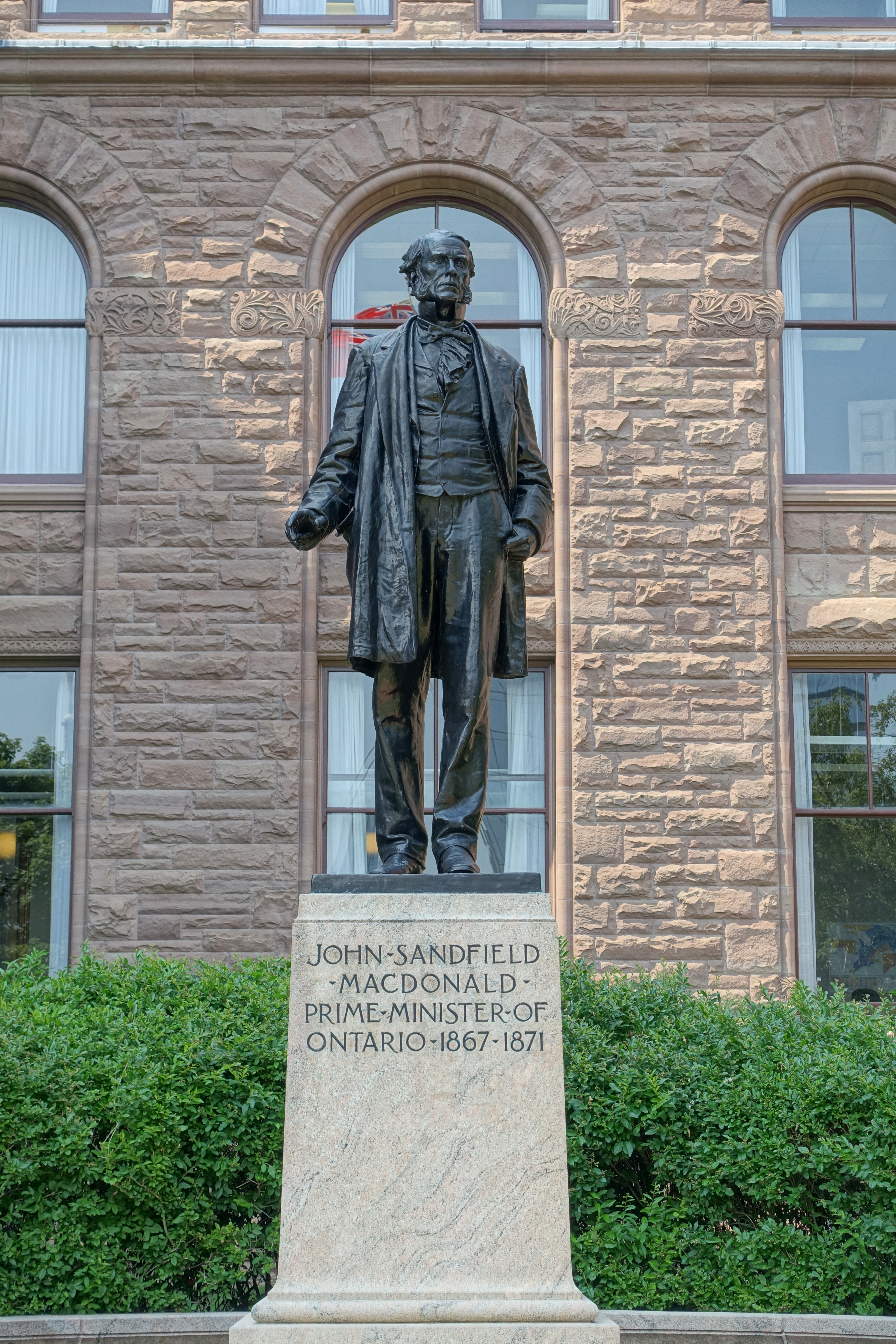
Памятник Джону Сэндфилду Макдональду в Торонто

Отношения двух Макдональдов — премьер-министра Канады и премьера Онтарио — снова охладели в 1869 и 1870 годах, и Сэндфилд Макдональд тщетно пытался сформировать коалиции, способные сместить премьер-министра. Он обращался за помощью в том числе к Брауну, но тот предпочёл выступить против него не только на федеральном, но и на провинциальном уровне. Если раньше его называли марионеткой Дж. А. Макдональда, то теперь против него выдвигались уже обвинения в союзе с мятежниками Луи Риэля, боровшимися против федеральной власти. Другим поводом для обвинений стало убеждение Сэндфилда Макдональда во вторичности провинциальных интересов по отношению к федеральным, выразившееся в частности в выделении большой части бюджетного профицита Онтарио на строительство железных дорог на севере страны. Способность премьера сопротивляться организованной кампании против него была ограничена ухудшающимся состоянием здоровья, так что на первое заседание парламента после весенних выборов 1871 года его принесли завёрнутым в одеяла.
Вотум недоверия кабинету Макдональда прошёл в законодательном собрании Онтарио в декабре 1871 года с минимальным преимуществом. Поскольку спикер парламента и единственный министр от радикальных либералов в кабинете присоединились к его противникам, правительство было распущено 19 декабря. Подорванное здоровье не позволило Макдональду даже выступать в качестве лидера оппозиции. Он прекратил профессиональную деятельность как адвокат, последние усилия бросив на поддержку выпуска новой ежедневной газеты Toronto Mail, которую рассматривал как противовес контролируемой Брауном Globe. Он был прикован к постели с марта 1872 года и умер 1 июня того же года.